# Coriomeris denticulatus
Espèce
Coriomeris denticulatus est une espèce d'insectes hémiptères du sous-ordre des hétéroptères (punaises), de la famille des Coreidae, de la sous-famille des Pseudophloeinae, et de la tribu des Pseudophloeini.

## Description
Petite punaise brunâtre longue de 8,5 à 10 mm dont le corps est couvert de petites épines et dont le bord antérieur latéral du pronotum est garni de 10 à 12 grandes dents très rapprochées. Les antennes aux soies courtes sont constituées de 4 articles, le 3e de même longueur que le 2e. Fémurs postérieurs munis de 2 grandes dents et de petites, fémurs antérieurs et médians non dentés.

## Biologie
Coriomeris denticulatus se trouve sur des sols secs, bien drainés où poussent des fabacées (légumineuses).